# 黄元河
黄元河（1954年—），壮族，中华人民共和国政治人物、第十一届全国政协委员。
担任北京师范大学化学学院副院长。2008年，当选第十一届全国政协委员，代表教育界，分入第四十组。并担任民族和宗教委员会专委。